# Governor's Cup Lagos 2011
Il Governor's Cup Lagos 2011 (Nigeria F3 Futures 2011) è stato un torneo di tennis facente parte della categoria ITF Men's Circuit nell'ambito dell'ITF Men's Circuit 2011 e dell'ITF Women's Circuit nell'ambito dell'ITF Women's Circuit 2011. Il torneo si è giocato a Lagos in Nigeria dal 17 al 23 ottobre su campi in cemento.

## Partecipanti WTA

### Teste di serie
| Nazionalità | Giocatrice             | Ranking* | Testa di serie |
| ----------- | ---------------------- | -------- | -------------- |
| Russia      | Nina Bratčikova        | 137      | 1              |
| Italia      | Anna Floris            | 174      | 2              |
| Belgio      | Tamaryn Hendler        | 232      | 3              |
| Svizzera    | Conny Perrin           | 269      | 4              |
| Slovenia    | Tadeja Majerič         | 287      | 5              |
| Austria     | Melanie Klaffner       | 313      | 6              |
| Ucraina     | Elina Svitolina        | 324      | 7              |
| Bulgaria    | Aleksandrina Najdenova | 325      | 8              |

- Ranking al 10 ottobre 2011.

### Altre partecipanti
Giocatrici che hanno ricevuto una wild card:
- Fatimah Abinu
- Sarah Adegoke
- Biola Akewula
- Blessing Samuel

Giocatrici che sono passate dalle qualificazioni:
- Christie Agugbom
- Nour Azzouz
- Nidhi Chilumula
- Natasha Fourouclas
- Margarita Lazareva
- Ester Masuri
- Rose Ojonimi
- Alexandra Riley

## Vincitori

### Singolare maschile
Yuki Bhambri ha battuto in finale  Ruan Roelofse con il punteggio di 7–5 7–5

### Doppio maschile
Yuki Bhambri /  Ranjeet Virali-Murugesan hanno battuto in finale  Karan Rastogi /  Vishnu Vardhan con il punteggio di 6–2 7–5

### Singolare femminile
Elina Svitolina ha battuto in finale  Donna Vekić con il punteggio di 6–4, 6–3

### Doppio femminile
Nina Bratčikova /  Melanie Klaffner hanno battuto in finale  Tadeja Majerič /  Aleksandrina Najdenova con il punteggio di 7–5, 5–7, [10–6]